# Slag bij Groß-Jägersdorf
De Slag bij Groß-Jägersdorf was een veldslag op 30 augustus 1757, tijdens de Zevenjarige Oorlog, nabij Groß-Jägersdorf, het huidige Motornoje (Моторное), in Oost-Pruisen.
Een Pruisisch leger van 27.700 man vocht tegen een Russisch leger van 55.000-75.000 man. Ondanks de grote overmacht wisten de Pruisen een klein voordeel in het aantal slachtoffers te halen, de Pruisen verloren 4500 man, de Russen 5000 man. Strategisch was de slag een nederlaag, de Russen bezetten Oost-Pruisen.